# Radio Parco della Musica
Radio Parco della Musica è la web radio ufficiale dell'Auditorium Parco della Musica di Roma. È stata inaugurata il 16 marzo 2010, con una conferenza stampa che ha visto la partecipazione della cantautrice Carmen Consoli e del Presidente della Provincia di Roma Nicola Zingaretti.
La programmazione propone trasmissioni originali, materiale selezionato dall'archivio dell'Auditorium e una vasta rotazione musicale a base di jazz, pop e rock.

## Redazione
La redazione di Radio Parco della Musica è formata da Duccio Pasqua, Valentina Farinaccio, Filippo Trentalance e Vanni Trentalance, autori delle trasmissioni originali, curatori della selezione musicale e delle ricerche d'archivio e conduttori dei programmi.
Da giugno 2010 collabora con la radio il critico musicale Vincenzo Martorella.
La gestione tecnica è curata da Gigi Bonisoli, operante nel mondo delle web radio in Italia già dal 2000.

## Palinsesto
La programmazione di Radio Parco della Musica si avvale di numerose trasmissioni originali: A piedi nudi sul palco offre una panoramica sugli eventi settimanali dell'Auditorium Parco della Musica; Il mio giradischi prevede la presenza in studio di un artista che propone agli ascoltatori i suoi dischi preferiti, raccontando nel dettaglio per quale ragione li ritiene importanti (nel corso della prima stagione hanno partecipato al programma Max Gazzè, Claudio Greg Gregori, Dario Vergassola, Paolo Virzì, Christian Meyer, Franz Di Cioccio, Chiara Civello, Roberto Gatto...); Torna a casa Jazzy è un approfondimento sul jazz italiano, basato su interviste ai protagonisti della scena musicale (Pat Metheny, Herbie Hancock, Stefano Bollani, Enrico Pieranunzi...).
Nel mese di luglio 2010 la radio ha realizzato un palinsesto speciale per seguire la manifestazione estiva Luglio suona bene, con interviste agli artisti e al pubblico e monografie legate agli artisti che hanno partecipato al festival.
Del palinsesto di Radio Parco della Musica fanno parte anche i grandi concerti dell'Auditorium, registrati e poi trasmessi integralmente, in esclusiva. Inoltre è possibile ascoltare le Lezioni di Rock e gli Incontri d'Autore, curati da Gino Castaldo ed Ernesto Assante, e una selezione di appuntamenti tratti dai Festival e dalle rassegne ospitati dal Parco della Musica.

## Il Mio Giradischi Live
Il 17 novembre ha debuttato Il Mio Giradischi Live, versione aperta al pubblico della trasmissione regolarmente in onda su Radio Parco della Musica. L'appuntamento è ospitato nello Spazio Ascolto, sala dell'Auditorium dotata di impianto audio all'avanguardia. Protagonista della prima puntata è stato Peppe Servillo, cantante degli Avion Travel.

## Riconoscimenti
Radio Parco della Musica è stata votata terza miglior radio del 2010 in una classifica stilata dai lettori del prestigioso mensile Jazzit (n° 62, gennaio/febbraio 2011), preceduta soltanto dalle emittenti FM RadioTre e LifeGate Radio (il che la rende di fatto la miglior web-radio del 2010).